# Il primo ribelle
Il primo ribelle (Allegheny Uprising) è un film del 1939 diretto da William A. Seiter.
È un film western statunitense con John Wayne, nel ruolo di James Smith, un colono americano nel sud della Pennsylvania, Claire Trevor, e George Sanders. Il film è liberamente ispirato a un evento storico noto come la ribellione dei Black Boys avvenuto nel 1765, dopo la conclusione della guerra franco-indiana. È basato sul romanzo del 1937 The First Rebel di Neil Harmon Swanson.

## Trama
Un gruppo di coloni della Pennsylvania, guidati da James Smith, entra in contrasto con l'esercito britannico a causa di un contrabbando di superalcolici e armi portato avanti da alcuni mercanti senza scrupoli, che nascondono le merci da vendere agli indiani tra le forniture militari regolari. Il capitano Swanson, comandante della guarnigione, non dà retta alle prime, incruente rimostranze dei coloni provocando l'inizio della rivolta. La comunità ritorna all'ordine solo dopo l'intervento del generale Gage, al quale James Smith ha provveduto a inviare un carro di rum e armi come prova dei traffici illeciti.

## Produzione
Il film, basato sul romanzo di Neil H. Swanson, fu prodotto da P.J. Wolfson per la RKO Radio Pictures e girato sul lago Sherwood e nella Sherwood Forest in California e a Pittsburgh in Pennsylvania.

## Distribuzione
Il film fu distribuito con il titolo Allegheny Uprising negli Stati Uniti dal 10 novembre 1939 al cinema dalla RKO Radio Pictures.
Alcune delle uscite internazionali sono state:
- in Portogallo il 21 marzo 1940
- in Svezia il 12 aprile 1940 (Den förste rebellen)
- in Australia il 27 giugno 1940
- nel Regno Unito il 29 luglio 1940
- in Finlandia il 16 febbraio 1941 (Villin Lännen huimapäät)
- in Danimarca il 17 marzo 1941 (Hårde halse)
- nelle Filippine il 29 gennaio 1952
- in Germania Ovest il 21 ottobre 1966 (Der Mann vom schwarzen Fluss e Black River)
- in Austria il 14 aprile 1967 (Black River)
- in Spagna il 13 novembre 1977 (La pequeña rebelión, in prima TV)
- in Francia (Le premier rebelle)
- in Belgio (Le premier rebelle)
- in Brasile (O Primeiro Rebelde)
- in Portogallo (O Primeiro Rebelde)
- in Grecia (O antartis e O protos epanastatis)
- nel Regno Unito (The First Rebel)
- in Italia (Il primo ribelle)

### Promozione
La tagline è: "The Thrill-Romance Giant Of The Year!" (locandina di una redistribuzione del 1957).